# Гіпотетично-дедуктивний метод
Гіпотетично-дедуктивний метод — метод наукового дослідження, який полягає у висуненні гіпотез про причини досліджуваних явищ і виведенні висновків з цих гіпотез шляхом дедукції. Якщо одержані наслідки відповідають усім фактам, що дані у гіпотезі, то ця гіпотеза вважається достовірним знанням. Гіпотетично-дедуктивний метод — важлива складова методології науки. Метод добре працює разом з іншими методами. Дослідники застерігають від його абсолютизації.
Гіпотетично-дедуктивний метод належить до групи особливих методів, які можуть використовуватися не лише для одержання нового знання, але й для побудови нових теорій.
Гіпотетично-дедуктивний метод- це своєрідний різновид аксіоматичного методу, коли в природознавстві у ролі аксіом виступають фундаментальні закони природи (як принципи), чи природничо-наукові гіпотези.
Але на відміну від аксіом математики і логіки, гіпотези з арсеналу природознавства мають потребу в емпіричному підтвердженні. Як вважають деякі історики науки, гіпотетично-дедуктивний метод застосовував ще Г. Галілей під час дослідження вільного падіння тіл і формулювання відповідного закону.
Головні риси гіпотетично-дедуктивного методу:
1. Для пояснення явищ висувається твердження А. Звичайно це узагальнення емпіричних даних, тобто дані виводяться з А, але А з них не виводиться — можуть бути інші узагальнення.
2. З А виводяться наслідки. Якщо А — безпосередньо перевіряємо, то гіпотетико-дедуктивний метод не потрібний. Чим більше наслідків виведено з А, тим розвиненіша гіпотеза.
3. Нехай Е — наслідок з А, і експеримент показав, що Е — хибне. Тоді А може вважатися хибним на підставі правила модус толленс. На цьому засновано процедуру фальсифікації. У науці звичайно хибний наслідок не веде до негайного відмовлення від гіпотези, а сприяє її удосконалюванню. До того-ж, наслідок часто виводиться з багатьох взаємозалежних гіпотез і встановлення хибності однієї з них складніше.
Даний метод полягає у висуванні гіпотез про причини досліджуваних явищ і у виведенні з цих гіпотез висновків шляхом дедукції. Якщо одержані результати відповідають усім фактам, даним у гіпотезі, то ця гіпотеза визнається достовірним знанням. Гіпотетично-дедуктивний метод дає змогу перевірити будь-яку наукову гіпотезу у складі гіпотетично-дедуктивної теорії.
Щоб краще уявити сутність гіпотетично-дедуктивного методу, розглянемо його структуру. Першим його етапом є знайомство з емпіричним матеріалом, який треба пояснити за допомогою вже діючих у науці законів та теорій. Якщо таких законів і теорій немає, вчений переходить до другого етапу: висунення різних пояснювальних припущень про причини та закономірності досліджуваних явищ. Третій етап — визначення ступеня серйозності припущення та відбору із множини припущень найбільш імовірного. На цьому етапі гіпотеза перевіряється, насамперед, на логічну несуперечливість, особливо коли вона має складну структуру і розгортається у систему припущень, перевіряється на сумісність з фундаментальними інтерпретаторськими принципами даної науки. Проте у розвитку науки бувають такі періоди, коли вчений схильний ігнорувати деякі фундаментальні принципи своєї науки − так звані революційні періоди у розвитку науки, коли відбувається докорінний злам фундаментальних понять та принципів. У таких випадках, заперечуючи один або кілька принципів, учений має узгоджувати припущення з іншими фундаментальними принципами науки. Це і є умовою серйозності та вагомості висунутої гіпотези. На четвертому етапі відбувається розгортання висунутого припущення та дедуктивне виведення з нього положень, які підлягають емпіричній перевірці. На п'ятому етапі проводиться експериментальна перевірка виведених із гіпотези наслідків. Гіпотеза отримує емпіричне підтвердження або заперечується у підсумку експериментальної перевірки. Проте емпіричне підтвердження результатів гіпотези, ще не гарантує її істинності, а заперечення одного з них ще не свідчить про хибність її в цілому. Знайомство із загальною структурою гіпотетично-дедуктивного методу дає змогу визначити його як складний комплексний метод пізнання, що містить у собі всю багатоманітність методів та форм наукового пізнання і спрямований на відкриття та формулювання законів, принципів, теорій. Використання гіпотетично-дедуктивного методу у суспільних науках, які переважно належать до описових, на відміну від природничих наук, пов'язане з певними труднощами, оскільки в них не виокремлено найважливіші узагальнення і факти з багатьох інших, другорядних, а основні гіпотези не відділені від похідних гіпотез; не виявлено логічні відношення між окремими групами гіпотез.
Різновидом гіпотетично-дедуктивного методу можна вважати математичну гіпотезу, яку використовують як важливий евристичний засіб для відкриття закономірностей. Як правило, гіпотезами тут виступають певні рівняння, що становлять собою модифікації співвідношень, раніше відомих і перевірених. Змінюючи ці співвідношення, складають нове рівняння, що виражає гіпотезу, яка стосується ще не досліджених явищ. Так, М. Борн і В. Гейзенберг взяли за основу канонічні рівняння класичної механіки, але замість чисел увели в них матриці, побудувавши у такий спосіб, матричний варіант квантової механіки.
У процесі наукового дослідження найважче завдання полягає у відкритті й формулюванні принципів і гіпотез, які є основою для всіх подальших висновків. Гіпотетично-дедуктивний метод відіграє у цьому процесі допоміжну роль, оскільки з його допомогою не висуваються нові гіпотези, а тільки перевіряються наслідки, які з них випливають. Орієнтуючись на ці наслідки, можна контролювати процес.
В історії методології науки ідея гіпотетично-дедуктивного методу виникає як антитеза, з одного боку, дедуктивно-раціоналістичної концепції науки, а з іншого боку, емпірико-індуктивістського уявлення про формування наукового знання. У цьому протиставленні раціоналістському апріоризму і емпіристського індуктивізму формулювання ідеї гіпотетично-дедуктивного методу у вигляді концепції так званої зворотної дедукції, зустрічається вже у англійського філософа і історика науки У.Уевелла у середині 19 сторіччя.
Гіпотетично-дедуктивний метод підкреслює відкритий характер теоретичного знання по відношенню до досвіду, потребу емпіричного обґрунтування і перевірки як обов'язкової умови плідного функціонування і розвитку науки. Разом з тим гіпотетично-дедуктивний метод охоплює суттєві риси реальної практики наукового дослідження, що припускає висування теоретичних гіпотетичних конструкцій, що далеко виходять за межі емпіричних даних, і подальшу їх конкретизацію, уточнення, вдосконалення в процесі зіставлення з емпіричними даними. Подібна практика наукового дослідження, витоки якої можна простежити починаючи з античності, отримує свій розвиток в теоретичному природознавстві Нового часу, перш за все в механіці, а згодом у фізиці («парадигмальний» приклад — формування молекулярно-кінетичної моделі «ідеального газу», вживаної для дослідження реальних газів). При цьому висунення наукових тверджень досить високого ступеня спільності як теоретичних гіпотез в контексті цілісної теорії. Відповідно і емпіричне обґрунтування і перевірка цих тверджень у дусі гіпотетично-дедуктивного методу проводиться не ізольовано для кожного окремого твердження, а як узгодження системи теоретичних тверджень з емпіричним базисом теорії. Здійснення вихідної ідеї гіпотетично-дедуктивного методу у рамках такої цілісної теоретичної системи, що співвідносить з емпіричним базисом, дозволяє говорити про гіпотетично-дедуктивну модель наукового знання.
Уявлення про гіпотетично-дедуктивний метод у єдності з гіпотетично-дедуктивною теорією у рамках гіпотетично-дедуктивної моделі істотно модифікує саму ідею гіпотетично-дедуктивного методу. Емпіричним даним відповідає (або не відповідає) тут не окрема гіпотеза, а весь комплекс посилок і тверджень, що закріплюють гіпотетично прийняту теоретичну модель. І встановлення цієї відповідності або невідповідності, носить характер не емпіричної перевірки (як у випадку припущення, скажімо, «всі люди у даній будівлі розуміють українську мову»), а лише логічної узгодженості, несуперечності системи теоретичних посилок, емпірично перевіряються наслідки, за умови прийнятої емпіричної інтерпретації теорії. При цьому позитивна ситуація узгодження, не зумовлює однозначного прийняття даної теоретичної конструкції, оскільки можуть бути інші концепції, які отримують подібне «підтвердження». Звідси виникає проблема критеріїв вибору серед «підтверджених» концепцій, зокрема критеріїв їх простоти, особливо так званої динамічної простоти у досить тривалому історичному періоді їх існування, розвитком ідеї якої є критерій так званого прогресивного і регресивного зрушення проблем. Негативна ж ситуація неузгодженості системи теоретичних припущень, у свою чергу, не тягне за собою відмови від теоретичної концепції, оскільки вона може бути подолана за рахунок перегляду будь-якого компонента системи. Завдяки цьому виникає методологічна проблема критеріїв ефективності, конструктивності подібного роду переглядів і усунення небажаних «спеціальних» допущень і «конвенціоналістских вивертів».
Зберігаючи вихідну установку на рух «зверху» від гіпотетичної конструкції до емпіричних даних, сучасна концепція гіпотетично-дедуктивного методу, по мірі свого розвитку, далеко відходить від уявлень про радикальну емпіричної можливості перевірки в дусі примітивного фальсифікаціонізму і долає разом з тим, неправомірне протиставлення контексту відкриття і контексту виправдання, властиве «стандартній концепції науки» прихильників логічного позитивізму.